# Stoignew
Stoignew († 16. Oktober 955) war ein elbslawischer Fürst, der 955 in der Schlacht an der Raxa als Anführer eines slawischen Aufgebotes dem sächsischen Heer unter Otto dem Großen unterlag.

## Leben

### Herkunft und Familie
Stoignew, in den Quellen als Stoinef, Stoinnegus und Ztoignav bezeichnet, soll nach der zwischen 1012 und 1018 verfassten Chronik Thietmars von Merseburg ein Bruder des abodritischen Samtherrschers Nakon gewesen sein. Einen Bruder Nakons erwähnt bereits Widukind von Corvey in seiner 70 Jahre früher entstandenen Sachsengeschichte, doch wird der Name des Bruders dort nicht genannt.

### Herrschaft
Die Forschung geht ganz überwiegend davon aus, dass Stoignew an der Seite seines Bruders Nakon als Mitregent über den im heutigen Mecklenburg und dem östlichen Holstein ansässigen Stammesverband der Abodriten herrschte. Dabei lässt sich für eine Mitherrschaft Stoignews aus den sächsischen Schriftquellen nur wenig entnehmen. Widukind bezeichnet ihn unbestimmt als princeps barbarorum, also als Fürst der Slawen, ohne ihn jedoch als Angehörigen der Abodriten zu kennzeichnen. Bei Thietmar von Merseburg trägt Stoignew den Titel eines dux, was sich sowohl mit Heerführer als auch mit Herzog übersetzen ließe. Wenn es sich bei Stoignew tatsächlich um den Bruder Nakons handelte, träte mit subregulus (wörtlich: „Unterkleinkönig“) noch ein weiterer Titel hinzu. Zwar sagt auch diese sächsische Fremdbezeichnung nicht mehr über Stoignews politische Rolle aus als deren Existenz selbst, doch als Nakons Bruder wäre Stoignew Angehöriger des abodritischen Fürstenhauses der Nakoniden gewesen.
Nach anderer Auffassung war Stoignew nicht Mitherrscher über den abodritischen Stammesverband, sondern Teilstammesfürst der Zirzipanen. Dafür spricht, dass Stoignew im Oktober 955 das slawische Heer alleine in die Schlacht an der Raxa führte, während von einer Teilnahme Nakons an den Kämpfen in keiner Quelle berichtet wird. Stattdessen wird Stoignew ausdrücklich als Anführer bezeichnet. Sodann setzte sich das slawische Heer nach einem zeitgenössischen Eintrag in den Annales Sangallenses maiores zwar aus Abodriten, Wilzen, Zirzipanen und Tollensanen zusammen. Gleichwohl ist eine Beteiligung des abodritischen Stammesverbandes an der Schlacht damit nicht zwingend. Denn die Zirzipanen gehörten nach sächsischer Wahrnehmung den Abodriten und die Tollensanen den Wilzen an. Tatsächlich enthält der handschriftliche Eintrag in den Annales Sangallensis maiores hinter der Aufzählung der Abodriten und Wilzen eine Ergänzung um die Zirzipanen und Tollensanen, die sowohl zur näheren Bestimmung der zuvor genannten Stämme dienen als auch auf einer Auslassung beruhen könnte. Auch in seinem Auftreten und Handeln agierte Stoignew wie ein eigenständiger Fürst. Er umgab sich mit Beratern und einem Gefolge aus gepanzerten Reitern, und er allein führte am Vorabend der Schlacht die Verhandlungen mit dem sächsischen Markgrafen Gero über eine friedliche Lösung des Konfliktes. Nach der Niederlage des slawischen Heeres hatte der sächsische Sieg keine Auswirkungen auf Nakons Herrschaft. Stattdessen zählte der jüdische Reisende Ibrahim ibn Jacub Nakon um das Jahr 965 neben den Fürsten der Bulgaren, Böhmen und Polen zu den mächtigsten slawischen Herrschern jener Zeit.   
Stoignew starb in der Schlacht an der Raxa. Die Schilderung seines grausamen Endes diente den sächsischen Historiographen zur Darstellung der uneingeschränkten Herrschaft des sächsischen Königs, der „als Abbild des rächenden Gottes sein Strafgericht an den Feinden der Christenheit vollzieht“. Widukind zufolge wurde der im Angesicht der Niederlage flüchtende Stoignew von einem Ritter namens Hosed enthauptet und der abgetrennte Schädel am folgenden Tag auf dem Schlachtfeld aufgestellt. Um ihn herum köpften die Sieger 700 Gefangene und ließen den Ratgeber Stoignews hilflos zwischen den Leichen zurück, nachdem sie ihm zuvor die Augen ausgestochen und die Zunge herausgerissen hatten. Bei Thietmar wird der gefangene Stoignew sogar von Otto dem Großen höchstselbst enthauptet.